# Lindemann (Band)
Lindemann war ein deutsch-schwedisches Metal-Projekt des Rammstein-Sängers Till Lindemann und des Musikers Peter Tägtgren. Letzterer spielte sämtliche Instrumente für die Band ein. Offiziell existierte die Band seit Januar 2015. Im November 2020 verkündeten die Musiker das Ende der Zusammenarbeit.

## Geschichte

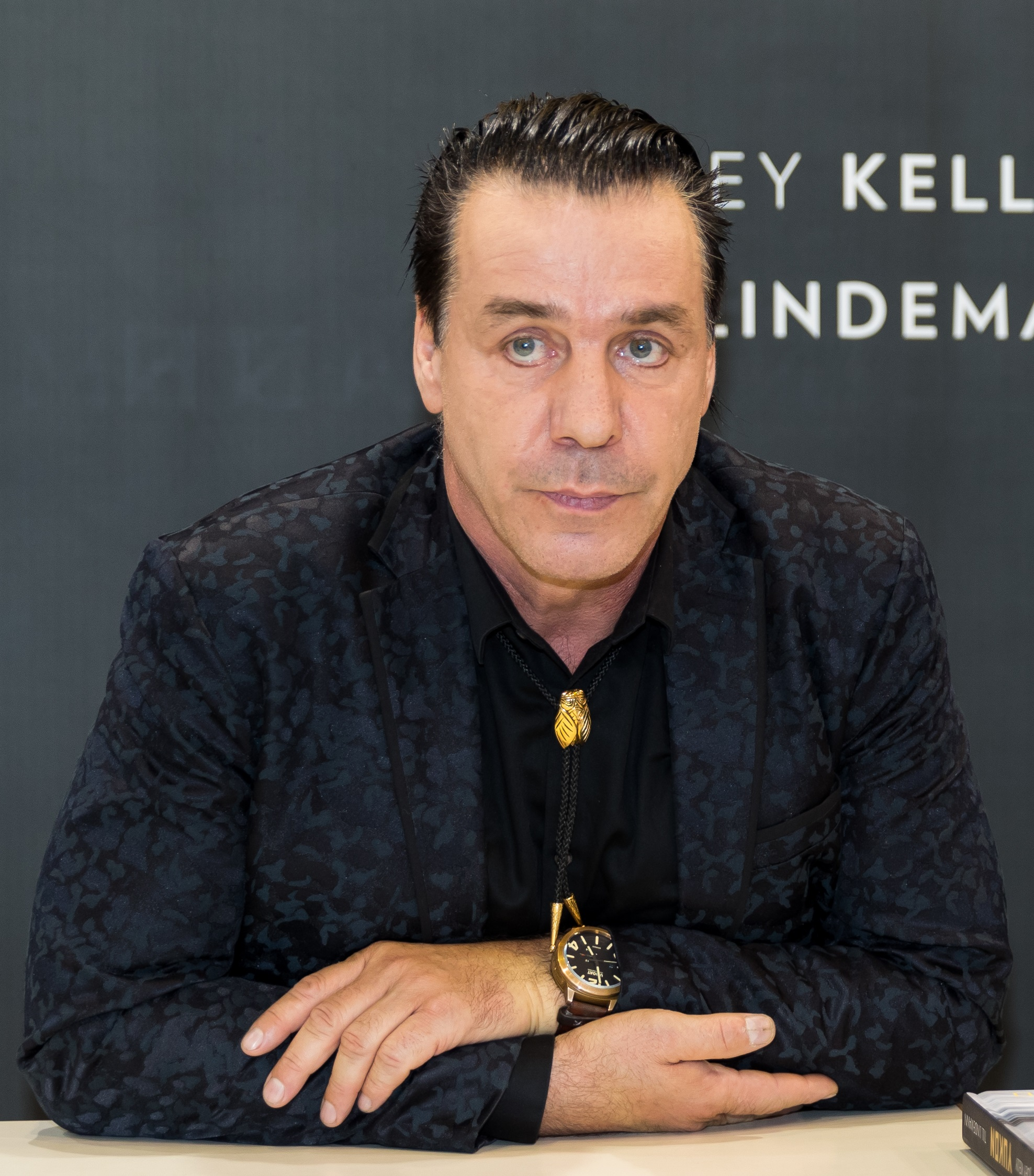
Till Lindemann

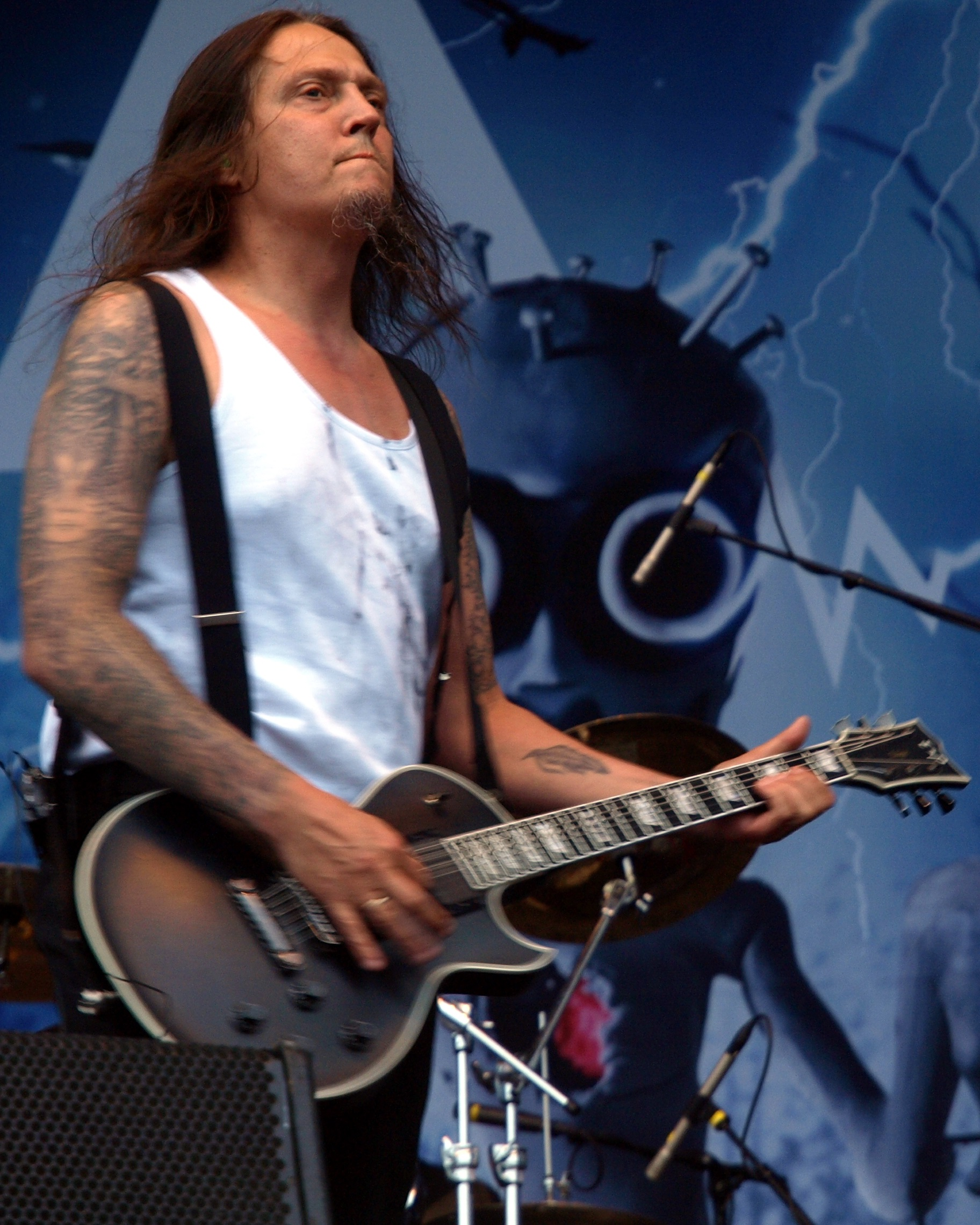
Peter Tägtgren

Die Band bestand aus dem deutschen Rammstein-Sänger und -Frontmann Till Lindemann und dem schwedischen Multiinstrumentalisten Peter Tägtgren (unter anderem Hypocrisy, The Abyss und Pain). Erstmals bemerkbar machte sich das Projekt mit der Erstellung eines Facebook-Accounts Anfang 2015. Es folgte ein gemeinsames Bild mit Lindemann und Tägtgren als Hochzeitspaar. Wenige Monate später folgten weitere Bilder und ein Veröffentlichungsdatum für das von Warner Music Group vertriebene Album Skills in Pills. Das erste Lied war das bereits im Januar 2013 aufgenommene Ladyboy. Im Laufe der Zeit wurden auf dem YouTube-Kanal kleine Videos bezüglich des anstehenden Albums hochgeladen. Alle Lieder wurden in Tägtgrens eigenem Studio aufgenommen. Am 29. Mai 2015 erschien die Single Praise Abort. Das dazugehörige Video sorgte für hohe mediale Aufmerksamkeit.
Das Album Skills In Pills erschien am 19. Juni 2015 in Deutschland als CD, Special-CD, Super-Deluxe-Ausgabe, Vinyl-LP und MP3-Download. Während die Standard-CD nur zehn Titel umfasst, enthalten alle anderen Versionen den zusätzlichen Titel That’s My Heart. Die Super-Deluxe-Version enthält zudem ein 80-seitiges Artbook. Das Album Skills in Pills schaffte den Sprung auf Platz eins der deutschen Albumcharts. Am 9. Oktober 2015 erschien mit Fish On eine zweite Single. Neben dem vom Album bekannten Song Fish On sind auf der Single die Lieder G-Spot Michael, das bis auf den Refrain von Lindemann auf Deutsch gesungen wird, und eine Drago Baotic Smooth Version von Praise Abort vorhanden. Zeitgleich wurde ein Musikvideo zu Fish On veröffentlicht. Regie führte erneut Zoran Bihać.
Am 9. November 2016 wurde während eines Pain-Konzertes im Hamburger Club Klubsen erstmals Praise Abort live gespielt, als Till Lindemann für diesen Song die Bühne betrat.
Am 13. September 2018 wurde bekannt, dass die Veröffentlichung des zweiten Soloalbums für das Frühjahr 2019 vorgesehen sei. Anders als beim Debütalbum sind die Liedtexte auf Deutsch verfasst. Am 19. Dezember 2018 wurde ein neues Musikvideo mit dem Titel Mathematik veröffentlicht. Es war das erste Lied der Band im Hip-Hop-Genre; darin tritt der Offenbacher Rapper Haftbefehl als Gastmusiker auf.
Im August 2019 gab Tägtgren bekannt, dass die Produktion des zweiten Studioalbums weit vorangeschritten sei. So sollten die Songs bereits fertig aufgenommen und gemischt sein. Am 11. September wurde die Single Steh auf angekündigt, die am 13. September 2019 als digitale Single, 2-Track-CD und 7"-Vinyl erschien und Platz 8 der deutschen Charts erreichte. Im Zuge der digitalen Veröffentlichung und der Untersuchung des Quellcodes gelang es Fans, schon vor Release der Single Details über das zweite Studioalbum zu erhalten. Dieses trug den Titel Frau & Mann bzw. F & M und sollte in der Standard-Edition 11, in der Special-Edition 13 Titel enthalten, darunter auch einige, die für die Inszenierung des Stücks Hänsel und Gretel am Hamburger Thalia Theater entstanden waren. Am 17. Oktober wurde die Single Ich weiß es nicht bei YouTube und auf Musikstreaming-Diensten veröffentlicht. Am 1. November 2019 erschien mit Knebel die dritte Auskopplung des Albums, zu der auch ein nicht-jugendfreies Video gedreht wurde. Diese Version war nur einmal auf einer eigens dafür eingerichteten Website verfügbar. Eine stark angepasste Version wurde auf Youtube veröffentlicht. Der Videoregisseur Zoran Bihać stellte die unzensierte Fassung auf seinem Vimeo-Kanal zur Verfügung. Das Album erschien am 22. November 2019. Wie sein Vorgänger erreichte auch F & M Platz eins der deutschen Albumcharts.
Am 4. November 2019 wurde die erste Live-Tour des Duos angekündigt, mit zunächst zwölf Konzerten in acht europäischen Ländern, an denen, wie später verkündet wurde, nur Erwachsene teilnehmen durften. Alle Minderjährigen wurden deshalb gebeten, ihre Tickets zu stornieren.
Am 23. November und 26. Dezember 2019 wurden mit Frau & Mann sowie Ach so gern zwei weitere Videos zu Titeln aus dem Album veröffentlicht. Am 4. Februar 2020 folgte mit Platz eins die Veröffentlichung des sechsten Videoclips des Albums.
Am 13. November 2020 gaben Lindemann über mehrere Social-Media-Plattformen bekannt, dass Tägtgren nicht mehr Teil der Band sein werde.

## Diskografie
Studioalben

| Jahr | Titel Musiklabel                   | Höchstplatzierung, Gesamtwochen, AuszeichnungChartplatzierungen (Jahr, Titel, Musiklabel, Platzierungen, Wochen, Auszeichnungen, Anmerkungen) | Höchstplatzierung, Gesamtwochen, AuszeichnungChartplatzierungen (Jahr, Titel, Musiklabel, Platzierungen, Wochen, Auszeichnungen, Anmerkungen) | Höchstplatzierung, Gesamtwochen, AuszeichnungChartplatzierungen (Jahr, Titel, Musiklabel, Platzierungen, Wochen, Auszeichnungen, Anmerkungen) | Höchstplatzierung, Gesamtwochen, AuszeichnungChartplatzierungen (Jahr, Titel, Musiklabel, Platzierungen, Wochen, Auszeichnungen, Anmerkungen) | Höchstplatzierung, Gesamtwochen, AuszeichnungChartplatzierungen (Jahr, Titel, Musiklabel, Platzierungen, Wochen, Auszeichnungen, Anmerkungen) | Höchstplatzierung, Gesamtwochen, AuszeichnungChartplatzierungen (Jahr, Titel, Musiklabel, Platzierungen, Wochen, Auszeichnungen, Anmerkungen) | Anmerkungen                                                 |
| Jahr | Titel Musiklabel                   | DE | AT | CH | UK | US | SE | Anmerkungen                                                 |
| ---- | ---------------------------------- | --- | --- | --- | --- | --- | --- | ----------------------------------------------------------- |
| 2015 | Skills in Pills Warner Music (WMG) | DE1 Gold · (16 Wo.)DE | AT3 (10 Wo.)AT | CH2 (13 Wo.)CH | UK35 (1 Wo.)UK | US144 (1 Wo.)US | SE27 (1 Wo.)SE | Erstveröffentlichung: 19. Juni 2015 Verkäufe: + 100.000     |
| 2019 | F & M Vertigo Records (UMG)        | DE1 Gold · (36 Wo.)DE | AT3 (15 Wo.)AT | CH3 (15 Wo.)CH | UK85 (1 Wo.)UK | — | SE23 (1 Wo.)SE | Erstveröffentlichung: 22. November 2019 Verkäufe: + 100.000 |

## Auszeichnungen und Nominierungen
Nominierungen
- 2016: Echo Pop in der Kategorie „Bestes Video“